# Municipio de Union (condado de Clark, Indiana)
El municipio de Union (en inglés: Union Township) es un municipio ubicado en el condado de Clark en el estado estadounidense de Indiana. En el año 2010 tenía una población de 3507 habitantes y una densidad poblacional de 64,23 personas por km².

## Geografía
El municipio de Union se encuentra ubicado en las coordenadas 38°28′7″N 85°46′5″O / 38.46861, -85.76806. Según la Oficina del Censo de los Estados Unidos, el municipio tiene una superficie total de 54.6 km², de la cual 54 km² corresponden a tierra firme y (1.09%) 0.6 km² es agua.

## Demografía
Según el censo de 2010, había 3507 personas residiendo en el municipio de Union. La densidad de población era de 64,23 hab./km². De los 3507 habitantes, el municipio de Union estaba compuesto por el 96.78% blancos, el 1.11% eran afroamericanos, el 0.09% eran amerindios, el 0.46% eran asiáticos, el 0.03% eran isleños del Pacífico, el 0.51% eran de otras razas y el 1.03% pertenecían a dos o más razas. Del total de la población el 1.63% eran hispanos o latinos de cualquier raza.